# Bernard Malamud
Bernard Malamud (26 de Abril de 1914 – 18 de Março de 1986) foi um escritor norte-americano de romances e contos e juntamente com Saul Bellow e Philip Roth foi um dos mais conhecidos autores judeus dos Estados Unidos do século XX. O seu romance sobre basebol, The Natural, foi adaptado ao cinema em 1984 no filme com o mesmo título tendo Robert Redford no principal papel, e o seu romance de 1966, The Fixer (que também foi adaptado ao cinema), sobre o antissemitismo na Rússia czarista, venceu os prémios National Book  e Prémio Pulitzer de Ficção de 1967.

## Biografia
Bernard Malamud nasceu em Brooklyn, Nova Iorque, filho de Bertha (Fidelman) e Max Malamud, imigrantes russos judeus. Um irmão, Eugene, nasceu em 1917. Malamud entrou na adolescência no início da grande depressão tendo de 1928 a 1932 estudado na Erasmus Hall High School em Brooklyn. Na sua juventude, viu muitos filmes e gostava de contar o enredo aos seus amigos de escola. Gostava especialmente das comédias de Charlie Chaplin. Malamud trabalhou um ano ganhando $4,50 por dia como professor em formação, antes de ir para a faculdade com ajuda de um empréstimo do estado. Obteve o grau de bacharel no City College de Nova Iorque em 1936. Em 1942, obteve o mestrado pela Universidade Columbia, escrevendo uma tese sobre Thomas Hardy. Foi dispensado do serviço militar na Segunda Guerra Mundial, porque era o único apoio da sua mãe. Primeiro trabalhou num departamento de estatistica em Washington DC, e depois ensinou inglês em Nova York principalmente aulas nocturnas do ensino médio para adultos.
A partir de 1949 Malamud ensinou composição básica na Universidade do Estado do Oregon (UEO), uma experiência que ficcionou no seu romance de 1961, A New Life (Uma Nova Vida). Porque não se doutorou, não foi autorizado a ministrar cursos de literatura, e durante muitos anos manteve-se como professor assistente. Naquela época, a UEO, que era uma universidade muito bem cotada, colocava pouca ênfase no ensino de humanidades ou na escrita de ficção. Enquanto esteve na UEO, ele dedicou três dias por semana a escrever e emergiu gradualmente como um grande autor americano. Em 1961, ele deixou a UEO para ir ensinar escrita criativa no Bennington College, uma posição que ocupou até à reforma. Em 1967, foi nomeado membro da Academia de Artes e Ciências dos Estados Unidos.
Em 1942, Malamud conheceu Ann De Chiara (1 de novembro de 1917-20 de março de 2007), uma ítalo-americana católica graduada na Cornell University. Casaram-se em 1945 apesar da oposição dos respectivos progenitores. Ann digitava os manuscritos dele e revia a sua escrita. Ann e Bernard tiveram dois filhos, Paul (n. 1947) e Janna (n. 1952). Janna Malamud Smith é a autora de um livro de memórias sobre o seu pai intitulado My Father is a Book (O Meu Pai é um Livro).
Apesar de ter sido criado como judeu, Malamud foi um humanista agnóstico.
Malamud morreu em Manhattan em 1986 com a idade de 71 anos.

## Carreira como escritor
Malamud escreveu lenta e cuidadosamente não tendo sido especialmente prolífico. Foi o autor de oito romances e três colectâneas de contos. Foi publicada postumamente uma colectânea contém 65 contos e tem 629 páginas.
Concluiu o seu primeiro romance, The Light Sleeper, em 1948, mas mais tarde destruiu o manuscrito. O primeiro romance que publicou foi The Natural em (1952), que se tornou um dos seus trabalhos mais reconhecidos e simbólicos. A história traça a vida de Roy Hobbs, um desconhecido jogador de beisebol de meia-idade que atinge o estatuto lendário com o seu talento ímpar. Este romance foi adaptado ao cinema em 1984 num filme com Robert Redford (descrito pelo crítico de cinema David Thomson como de "beisebol fraco”e “pior Malamud").
O segundo romance de Malamud, The Assistant (O Assistente) (1957), situado em Nova Iorque e tratando a infância do próprio Malamud, é o relato da vida de Morris Bober, um imigrante judeu que é dono de uma mercearia em Brooklyn. Embora em dificuldades financeiramente, Bober adopta um caráter duvidoso e inconstante.
Em 1967, com o romance The Fixer (O Consertador) acerca do antissemitismo na Rússia czarista, ganhou o National Book Award e o Prémio Pulitzer de Ficção. Nos romances que escreveu contam-se também Dubin's Lives, uma poderosa evocação da meia-idade que usa a biografia para recriar a riqueza narrativa das vidas dos seus protagonistas, e The Tenants (Os Inquilinos), uma indiscutível meta-narrativa sobre a escrita e esforço criativo do próprio Malamud que, sendo passado em Nova Iorque, lida com questões raciais e o surgimento da literatura afro-americana na vida norte-americana da década de 1970.
Malamud também é conhecido pelos seus contos, que são frequentemente alegorias enviesadas passadas num idílico gueto urbano de imigrantes judeus. Sobre Malamud, o contista Flannery O'Connor escreveu: "Descobri um contista que é o melhor de todos, incluindo eu." Malamud publicou os seus primeiros contos em 1943, "Benefit Performance" na Threshold e "The Place Is Different Now" na American Preface. No início dos anos 1950, os seus contos começaram a aparecer na Harper's Bazaar, na Partisan Review, e na Commentary.
The Magic Barrel foi a sua primeira colectânea de histórias curtas publicada (1958) e com a qual Malamud ganhou o primeiro dos dois National Book Award que recebeu. A maioria das histórias retrata a procura de esperança e significado nos redutos sombrios dos locais urbanos pobres. A história que dá o título centra-se na relação improvável de Leo Finkle, um estudante rabínico solteiro e Pinye Salzman, um angariador de casamentos espalhafatoso. Finkle passou a maior parte da vida com o nariz enterrado nos livros não sendo, portanto, instruído relativamente à própria vida. No entanto, o principal interesse de Finkle é a arte do romance. Ele contrata os serviços de Salzman, que apresenta a Finkle várias potenciais noivas do seu “barril mágico", mas com cada retrato Finkle fica cada vez mais desinteressado. Após Salzman o ter convencido a conhecer Lily Hirschorn, Finkle percebe que a sua vida é realmente vazia e a que falta paixão para amar Deus ou a humanidade. Quando Finkle descobre uma foto da filha de Salzman e vê o sofrimento dela, ele inicia uma nova missão para salvá-la. Outras histórias conhecidas incluídas na colectânea são: The Last Mohican, Angel Levine, The First Seven Years e The Mourners. Esta última história trata de Kessler, o velho provocador a necessitar de "segurança social" e de Gruber, o senhorio quizilento que quer Kessler fora do prédio.

## Temas
A ficção de Malamud aborda levemente elementos míticos e explora temas como isolamento, classe e o conflito entre os valores burgueses e artísticos.
Tendo vivido na segunda metade do século XX, Malamud estava bem ciente dos problemas sociais da sua época: falta de raízes, infidelidade, excessos, divórcio e muito mais. Mas ele também retratou o amor como redentor e o sacrifício como edificante. Na sua escrita, o sucesso depende muitas vezes da cooperação entre antagonistas. Por exemplo, em The Mourners, o senhorio e o inquilino aprendem cada um com a angústia do outro. Em The Magic Barrel, um casamenteiro está preocupado com a sua filha que está "a depravar-se", enquanto é descrita a ligação desta ao estudante rabínico pela necessidade deles de amor e salvação.
De acordo com o escritor José Riço Direitinho, “O seu realismo urbano cheio de vigor com uma percepção cirúrgica dos dilemas morais, explora de maneira enganadoramente simples questões centrais da condição judaica norte-americana. Nas suas obras (mas sobretudo nos seus contos) as convincentes representações realistas de ambientes e de situações não andam muito longe de uma mistura de fantasia exacerbada – a fazer lembrar fantasmagorias obscuras de um outro autor judeu, o polaco Bruno Schulz – com bastantes reminiscências dos textos sagrados do Judaísmo. Mas os ambientes lúgubres em que as personagens se arrastam, quase sempre fundos de lojas sem clientes em bairros pobres (o pai de Malamud teve uma mercearia em Brooklyn, onde ele cresceu), apartamentos despojados e austeros ou quartos de aluguer empoeirados e sem luz, evocam por vezes a educação moral autoritária, conservadora, que faz lembrar as famílias puritanas dos contos de Nathaniel Hawthorne. Mas se quisermos mencionar a maior influência na sua obra essa é a do judeu polaco Isaac Bashevis Singer e o seu aproveitamento dos sombrios contos populares hassídicos.”

## Homenagens póstumas

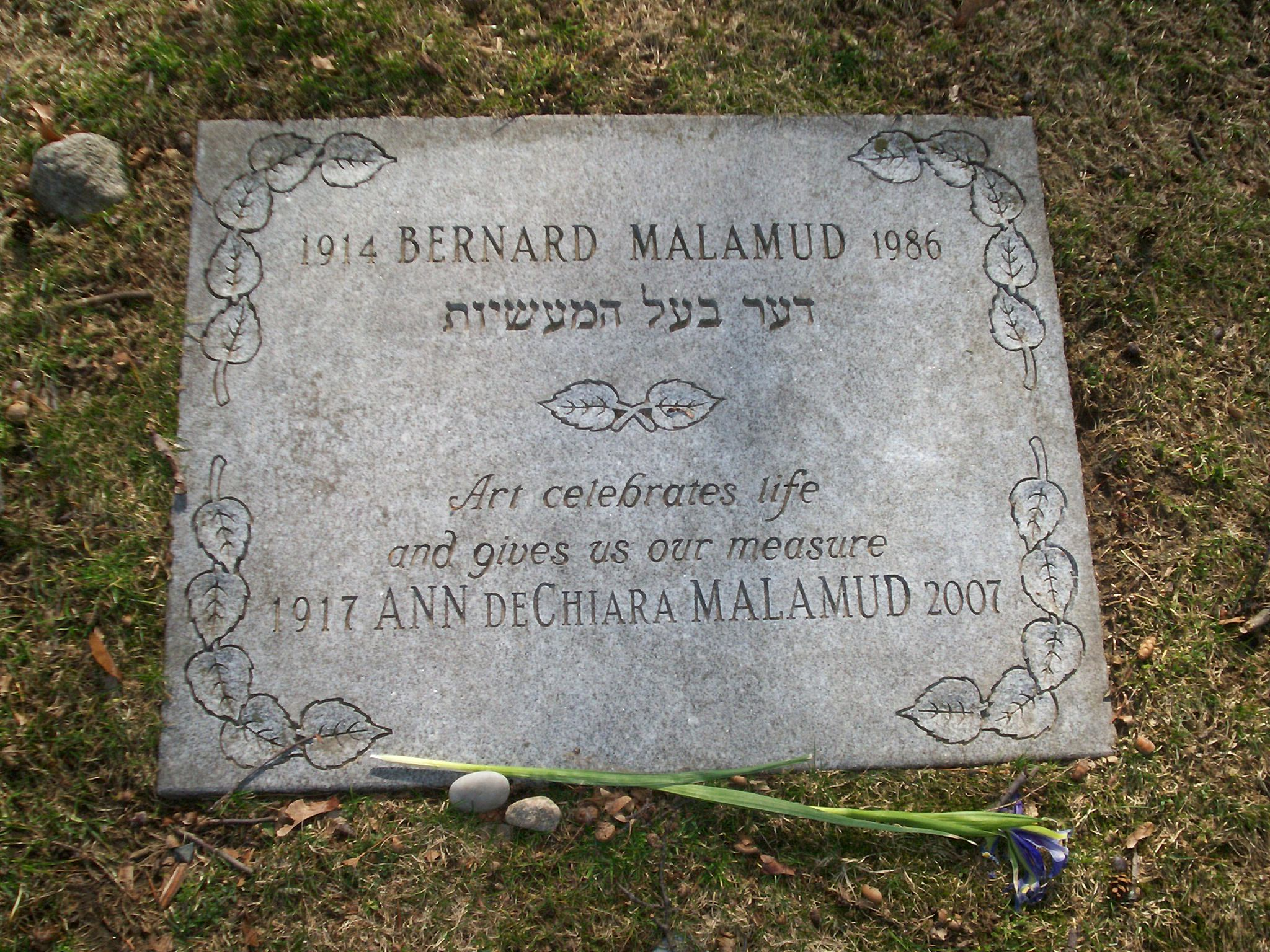
Túmulo de Bernard Malamud no Mount Auburn Cemetery

Philip Roth: "Um homem de moral austera," Malamud foi guiado pela "necessidade de considerar sempre, seriamente e sem desfalecimento até ao limite as exigências de uma sobrecarregada e sobrecarregante consciência tortuosamente exarcebada pela pesarosa necessidade humana".
Saul Bellow, citando também Anthony Burgess: "Bem, e aqui estávamos nós, americanos da primeira geração, a nossa língua era o inglês e uma língua é uma mansão espiritual da qual ninguém nos pode despejar. Malamud nos seus romances e histórias descobriu uma espécie de génio comunicativo no jargão duro e empobrecido do imigrante de Nova Iorque. Ele era um fabricante de mitos, um fabulador, um escritor de parábolas requintadas. O escritor inglês Anthony Burgess disse sobre ele que "nunca esquece que é um judeu americano, e que atinge o seu melhor quando expõe a situação de um judeu na sociedade urbana americana." "Um escritor extraordinariamente consistente", continua ele, "que nunca produziu um romance medíocre... Ele é desprovido de piedade ou sentimentalismo convencionais... sempre profundamente convincente." Deixem-me acrescentar, em meu nome, que o sotaque das conquistas arduamente alcançadas e da verdade emocional individual sente-se sempre nas palavras de Malamud. Ele é um opulento original de primeira ordem."
[Elegia de Malamud por Saul Bellow, 1986]

### Centenário
Houve inúmeras homenagens e celebrações do centenário do nascimento de Malamud (26 de Abril de 1914). Para comemorar o centenário, o actual editor de Malamud, publicou on-line (através do seu blog) algumas das "Introduções" dos seus trabalhos. A Universidade do Estado do Oregon anunciou que iria comemorar o 100.º aniversário "de um dos seus mais reconhecidos docentes" (Malamud ensinou lá de 1949 a 1961).
Os meios de comunicação social também se associaram na celebração, tendo sido publicados muitas histórias e artigos de Malamud em blogs, jornais (impressão e on-line) e rádio. Muitos destes meios apresentaram comentários sobre os 'Romances Seleccionados' de Malamud que recentemente tinha sido publicados pela Library of America. Houve também muitas homenagens e análises de colegas escritores e família. Nos mais destacados tributos contam-se os da filha de Malamud, do seu biógrafo Philip Davis, e da escritora Cynthia Ozick.

## Citações
"Eu escrevo um livro ou um conto três vezes. A primeira para entendê-lo, a segunda para melhorar a sua prosa e a terceira para obrigá-lo a dizer o que ainda deve dizer."
"Eram todas essas biografias dentro de mim gritando, 'Queremos sair. Nós queremos dizer-te o que fizemos por ti.'"
"Assim que tens algumas palavras a olhar de volta para ti, podes tomar duas ou três delas — ou jogá-las fora e olhar para as outras."
"Onde não há nenhuma luta por isso, não há liberdade. O que diz Spinoza? Se o Estado age de modos que são abomináveis à natureza humana é um mal menor destruí-lo."
"Todos os homens são judeus, embora poucos o saibam."
"A vida responde aos teus movimentos com invenções opostas engraçadas."
"Sem heróis todos seríamos pessoas normais e não saberíamos até onde poderíamos ir."
"A vida é uma tragédia cheia de alegria."
"Chega o momento na vida de um homem em que vai onde tem que ir - se não há portas ou janelas, passa através de uma parede."

## Prémios
National Book Award
- (1959) Ficção, The Magic Barrel[7]
- (1967) Ficção, The Fixer[1]

Prémio Pulitzer de Ficção
- (1967) The Fixer[2]

O. Henry Award
- (1969) Man in the Drawer

PEN/Malamud Award
Dado anualmente desde 1988, para honrar a memória de Malamud, o prémio PEN/Malamud reconhece a excelência na arte do conto. O prémio é financiado em parte pela doação de $10.000 de Malamud ao PEN American Center. O fundo continua a crescer graças à generosidade de muitos membros do PEN e de outros amigos e com as receitas provenientes de leituras anuais. Nos vencedores anteriores do prémio incluem-se John Updike (1988), Saul Bellow (1989), Eudora Welty (1992), Joyce Carol Oates (1996), Alice Munro (1997), Sherman Alexie (2001), Ursula K. Le Guin (2002) e Tobias Wolff (2006).